# Rivière Portneuf (La Haute-Côte-Nord)
Der Rivière Portneuf ist ein linker Nebenfluss des Sankt-Lorenz-Stroms in den Verwaltungsregionen Saguenay–Lac-Saint-Jean und Côte-Nord der kanadischen Provinz Québec.

## Flusslauf
Der Rivière Portneuf bildet den Abfluss des Lac Portneuf. Er fließt in überwiegend ostsüdöstlicher Richtung und mündet bei Portneuf-sur-Mer, etwa 230 km östlich der Provinzhauptstadt Québec,  in den Mündungstrichter des Sankt-Lorenz-Stroms. Unmittelbar vor der Mündung überquert die Route 138 den Fluss. Der Hafen von Portneuf-sur-Mer liegt am östlichen Flussufer im Mündungsbereich des Rivière Portneuf.
Westlich des Rivière Portneuf befindet sich das Einzugsgebiet des Rivière Saguenay, östlich verläuft der Rivière aux Outardes. Die Flusslänge beträgt 182 km. Das Einzugsgebiet des Rivière Portneuf umfasst 2642 km².

## Wasserkraftanlagen
Seit dem 3. Mai 1996 sind drei Laufwasserkraftwerke am Flusslauf des Rivière Portneuf mit einer Gesamtleistung von 25,9 MW in Betrieb.
Ihr Baubeginn war im Oktober 1994.
- Portneuf-1 (Chute du Quatre-Milles (⊙)) 4 km oberhalb der Mündung
- Portneuf-2 (Chutes Philias (⊙)) 6,5 km oberhalb von Portneuf-1
- Portneuf-3 (Rapides des Crans Serrés (⊙)) 19,5 km oberhalb von Portneuf-2

| Name       | Leistung in MW | Jahres- leistung in MWh | Turbinen                              | Fall- höhe in m |
| ---------- | -------------- | ----------------------- | ------------------------------------- | --------------- |
| Portneuf-1 | 8,0            | 40.003                  | 2 Kaplan-Turbinen (S-Turbine abstrom) | 14              |
| Portneuf-2 | 9,9            | 69.024                  | 2 Francis-Doppelturbinen (horizontal) | 36              |
| Portneuf-3 | 8,0            | 42.670                  | 2 Kaplan-Turbinen (S-Turbine abstrom) | 15              |